# Бондар, Елена
Елена Бондар (рум. Elena Bondar; род. 6 ноября 1958, неизвестно) — румынская гребчиха, выступавшая за сборную Румынии по академической гребле в начале 1980-х годов. Бронзовая призёрка летних Олимпийских игр в Москве, обладательница бронзовой медали чемпионата мира, победительница и призёрка регат национального значения.

## Биография
Елена Бондар родилась 6 ноября 1958 года.
Первого серьёзного успеха на взрослом международном уровне добилась в сезоне 1980 года, когда вошла в основной состав румынской национальной сборной и благодаря череде удачных выступлений удостоилась права защищать честь страны на летних Олимпийских играх в Москве. В составе экипажа, куда также вошли гребчихи Анджелика Апостяну, Марлена Предеску-Загони, Родика Фрынту, Флорика Букур, Родика Пушкату, Ана Ильюцэ, Мария Константинеску и рулевая Елена Добрицою, показала третий результат в программе распашных рулевых восьмёрок, пропустив вперёд экипажи из Восточной Германии и Советского Союза, пришедшие к финишу первым и вторым соответственно — тем самым завоевала бронзовую олимпийскую медаль. При всём при том, на этих Играх из-за политического бойкота отсутствовали некоторые сильные представители западных стран, как то США, Канада, Нидерланды, и в связи с этим общая конкуренция была меньшей.
После московской Олимпиады Бондар ещё в течение некоторого времени оставалась в гребной команде Румынии и продолжала принимать участие в крупнейших международных регатах. Так, в 1981 году она побывала на чемпионате мира в Мюнхене, откуда привезла ещё одну награду бронзового достоинства — здесь уступила на финише спортсменкам из СССР и США. Вскоре по окончании этих соревнований приняла решение завершить спортивную карьеру.